# Церква Покрови Пресвятої Богородиці (Копичинці)
Церква Покрови Пресвятої Богородиці в Копичинцях — парафія і храм греко-католицької громади Копичинецького деканату Бучацької єпархії Української греко-католицької церкви в місті Копичинці Чортківського району Тернопільської области.

## Історія церкви
До 1 серпня 2010 року в Копичинцях існувало дві громади УГКЦ (парафії Святого Миколая та Воздвиження Чесного Хреста Господнього), а також громади ПЦУ (собор Святої Трійці), РКЦ (костьол Небовзяття Пресвятої Діви Марії) і Церкви ХВЄ.
З ініціативи о. доктора Василя Погорецького 1 серпня 2010 року була утворена ще одна парафія УГКЦ, і на місці майбутньої церкви Покрови Пресвятої Богородиці встановили хрест.
2 серпня 2010 року біля хреста відбулася перша Служба Божа.
14 жовтня 2010 року відкрили тимчасову церкву, де проводять богослужіння. У грудні того ж року парафія придбала і встановила церковний дзвін.
1 серпня 2011 року єпископ Димитрій Григорак освятив церкву. Цей день став відпустовим святом парафії, коли запрошені священники проводять святкову Літургію, а віряни з різних сіл приїжджають на освячення води.
При парафії діють спільноти, засновані у 2010 році:
- Спільнота «Матері в молитві» (керівник — Марія Багрій).
- Марійська дружина (керівник — Оля Лемчик).
- Братство «Апостольство молитви» (керівник — Люба Дячук).

Вівтарне братство.
Парох також проводить катехизацію для парафіян.
Парафія опікується капличкою, збудованою Костем і Параскою Елиївими у 1905 році. 14 жовтня 2012 року оновлену каплицю та новозбудовану купіль святої Лини освятили за участю представників різних конфесій міста.

## Парохи
- о. Василь Погорецький (з 1 серпня 2010).